# 주문진초등학교 삼덕분교
주문진초등학교 삼덕분교는 대한민국 강원특별자치도 강릉시에 있었던 초등학교의 분교장이다.

## 학교 연혁
- 1957년 11월 5일 : 삼덕국민학교로 개교
- 1958년 3월 20일 : 제1회 졸업식
- 1996년 3월 1일 : 삼덕초등학교로 개칭
- 2000년 3월 1일 : 주문초등학교 삼덕분교장으로 격하
- 2014년 2월 14일 : 본교 95회(삼덕 57회, 분교 13회) 졸업식
- 2014년 3월 1일 : 6학급 편성
- 2015년 3월 1일 : 6학급 편성
- 2015년 3월 1일 : 본교 명칭 변경(주문진초등학교)
- 2025년 2월 28일 : 폐교[1] 및 주문진초등학교 통폐합, 68년만에 폐교